# Кан, Перси
Перси Кан (англ. Percy Kahn, полное имя Персиваль Бенедикт Кан, англ. PercivalBenedict Kahn; 9 декабря 1880, Лондон — 2 мая 1966, Маргит) — британский пианист и композитор.
Пел в хоре мальчиков, затем с 15-летнего возраста учился в Королевском колледже музыки у Уолтера Пэррата (орган), Мармадьюка Бартона (фортепиано), Чарльза Вуда и Уолфорда Дэвиса (теория).
На протяжении нескольких десятилетий был одним из наиболее заметных британских пианистов-аккомпаниаторов. Наиболее тесное сотрудничество связывало Кана с Рихардом Таубером, постоянным аккомпаниатором которого он был с 1933 года и до последних выступлений певца в 1947 году. Кроме того, Кан выступал с Энрико Карузо, Титтой Руффо, Нелли Мельба, Флоренс Острел, Беньямино Джильи и другими крупнейшими вокалистами, а также со скрипачами Фрицем Крейслером, Мишей Эльманом, Тошей Зайделем и другими. Поскольку Кан сочинял песни и романсы, некоторые из работавших с ним певцов включали их в свой репертуар. Наибольшую известность завоевала Ave Maria Кана, записанная Карузо в 1913 году с участием самого Кана за фортепиано и Эльмана, исполнившего партию скрипки; в том же году Эльман и Кан записали Элегию Жюля Массне. По мнению Сэмюэла Хоцинова, Кан «сопровождал Эльмана на фортепиано с артистизмом, достойным великого скрипача, особенно в сонатах Моцарта, Бетховена и Брамса, одинаково трудных для обоих исполнителей».
Был женат на певице Олив Каванн (контральто), с которой также выступал вместе.